# Seelsorger
Ein Seelsorger ist eine Person in einer Religion, die Seelsorge ausübt. Dies kann hauptamtlich durch besonders beauftragte Amtsträger geschehen, die in der Regel dafür eine bestimmte Ausbildung und eine Ordination oder Weihe erhalten, sie erfolgt aber auch durch Mitglieder der Religionsgemeinschaften ohne eigene Beauftragung. Die Aufgabe eines Seelsorgers umfasst geistliche Begleitung und Unterstützung von Menschen insbesondere in Lebenskrisen, religiöse Unterweisung und die Leitung oder Mitgestaltung von Gottesdiensten.  Bei Amtsträgern gehört zu den Aufgaben auch eine Vorsteher-, Leitungs- und Aufsichtsfunktion mit Gesamtverantwortung.
Die Aufgaben beziehen sich je nach Beauftragung auf räumlich abgegrenzte Seelsorgeeinheiten (Territorialseelsorge, Gemeindeseelsorge) oder die Seelsorge für Menschen in bestimmter Lebenssituation (Spezialseelsorge, „kategoriale Seelsorge“, etwa als Krankenhausseelsorger, Militärseelsorger oder Notfallseelsorger). Für diese Arbeitsfelder betreiben die Kirchen Beratungs- und Hilfeeinrichtungen mit entsprechend ausgebildeten Mitarbeitern.

## Christentum
In den katholischen und evangelischen Kirchen sind die hauptamtlichen Seelsorger die Bischöfe und Pfarrer. Bischöfe (in Österreich Superintendenten) haben eine Gesamtverantwortung für die Seelsorge in einem Bistum bzw. einer Landeskirche oder Superintendentur, Pfarrer in einer Pfarrei bzw. Kirchengemeinde. Auch Pastor (von lateinisch pastor ‚Hirt‘) ist eine übliche Amtsbezeichnung für einen hauptamtlichen Seelsorger mit Leitungsaufgaben.

### Katholisches Verständnis
Gemäß katholischem Verständnis sind Seelsorger Personen, die, von der Kirche beauftragt, seelsorgliche Aufgaben wahrnehmen.
Das katholische Kirchenrecht unterscheidet zwei Begriffe: Zum einen Seelsorge (cura animarum), die von Laien und Klerikern ausgeübt werden kann und mit Teilaufgaben aus den kirchlichen Diensten verbunden ist, zum anderen  „Hirtensorge“ (cura pastoralis), die im Sinne einer umfassenden Leitungsaufgabe kirchlichen Amtsträgern (Bischof, Priester oder Diakon) vorbehalten ist.
Die Seelsorge in einer Pfarrgemeinde ist im katholischen Kirchenrecht primär einem Pfarrer als „eigenem Hirten“ der Gemeinde (pastor proprius) anvertraut:

„Die Pfarrei ist eine bestimmte Gemeinschaft von Gläubigen, die in einer Teilkirche auf Dauer errichtet ist und deren Seelsorge (cura pastoralis) unter der Autorität des Diözesanbischofs einem Pfarrer als ihrem eigenen Hirten anvertraut wird.“

Zur „umfassenden Seelsorge“ (plena animarum cura) ist dabei die Priesterweihe erforderlich. (CIC can. 150).
Davon abgeleitet und unter Leitung eines verantwortlichen Pfarrers werden seelsorgliche Aufgaben (cura animarum) auch von hauptamtlich gesendeten oder beauftragten Mitarbeitern, die nicht Kleriker sind, wahrgenommen (z. B. Gemeindereferenten, Pastoralreferenten u. Ä.) Ihnen können auch partielle Leitungsaufgaben übertragen werden.
Das Zweite Vatikanische Konzil hat das Priestertum aller Gläubigen als erweiterten Raum seelsorglichen Handelns eröffnet, der nicht auf die Spendung von Sakramenten durch Kleriker eingegrenzt ist, sondern eigenständiges Engagement der getauften und gefirmten Gläubigen auch im Rahmen von Seelsorge als Heilen, Trösten und Ratgeben ermöglicht.
Das Konzil schreibt:

„Der Apostolat der Laien ist Teilnahme an der Heilssendung der Kirche selbst. Zu diesem Apostolat werden alle vom Herrn selbst durch Taufe und Firmung bestellt. [...] Die Laien sind besonders dazu berufen, die Kirche an jenen Stellen und in den Verhältnissen anwesend und wirksam zu machen, wo die Kirche nur durch sie das Salz der Erde werden kann. So ist jeder Laie kraft der ihm geschenkten Gaben zugleich Zeuge und lebendiges Werkzeug der Sendung der Kirche selbst "nach dem Maß der Gabe Christi" (Eph 4,7 )“

## Judentum
Im Judentum wird Seelsorge hauptsächlich vom Rabbiner ausgeübt. Seine Funktion ist in erster Linie die Lehre der Tora und die Leitung von Gottesdiensten zusammen mit dem Chasan (Kantor) sowie die Predigt. Ferner gehören zu seinen Aufgaben die Seelsorge an einzelnen Menschen durch Krankenbesuche, Trauerbegleitung, Sorge für Ältere und Beistand in Lebenskrisen die Durchführung von Hochzeiten und Beerdigungen.

## Islam
Der Begriff „Seelsorge“ ist im Islam unbekannt, und es gibt kaum professionelle muslimische Seelsorger. Die damit in anderen Religionen verbundenen Handlungsfelder spielen jedoch auch dort eine Rolle. Jeder gläubige Muslim ist von Gott dazu befähigt und berufen, Verantwortung in sozialer und geistiger Hinsicht gegenüber seinen Mitmenschen zu übernehmen, so dass die Sorge um die Seele in individueller wie in sozialer Hinsicht Bestandteil islamischen Alltags ist. Soziales Engagement, Nachbarschaftspflege, Verwandtenpflege, Krankenbesuch und Altenpflege sind in der Geschichte und alltäglichen Praxis der muslimischen Gemeinschaft stark verankert. Sie bilden die Grundlage für ein islamisches Seelsorgekonzept, zu dem aber auch Diakonie und Liturgie gehören, die nach Ansicht des Soziologen und Theologen Cemil Şahinöz Bestandteile islamischer Seelsorge sein müssen. In Mitteleuropa entsteht ein verstärkter Bedarf an ausgebildeten muslimischen Seelsorgern, da etwa in Krankenhäusern und Gefängnissen, in der Notfallseelsorge und auch in der Gemeindeseelsorge  institutionalisierte und professionalisierte Kompetenz nachgefragt wird.
Die Hauptträger islamischer Seelsorge sind der Imam als wichtigster Ansprechpartner, ferner die Gemeinschaft und die Familie. Diese brauchen Unterstützung durch Menschen, die sich für islamische Seelsorge eignen und dafür qualifiziert sind.

## Einsatzfelder für Seelsorger
- Telefonseelsorge
- Internetseelsorge
- SMS-Seelsorge
- Militärseelsorge
- Polizeiseelsorge
- Flughafenseelsorge
- Notfallseelsorge
- Gefängnisseelsorge
- Krankenhausseelsorge
- Auslandsseelsorge